# Wanderfalke

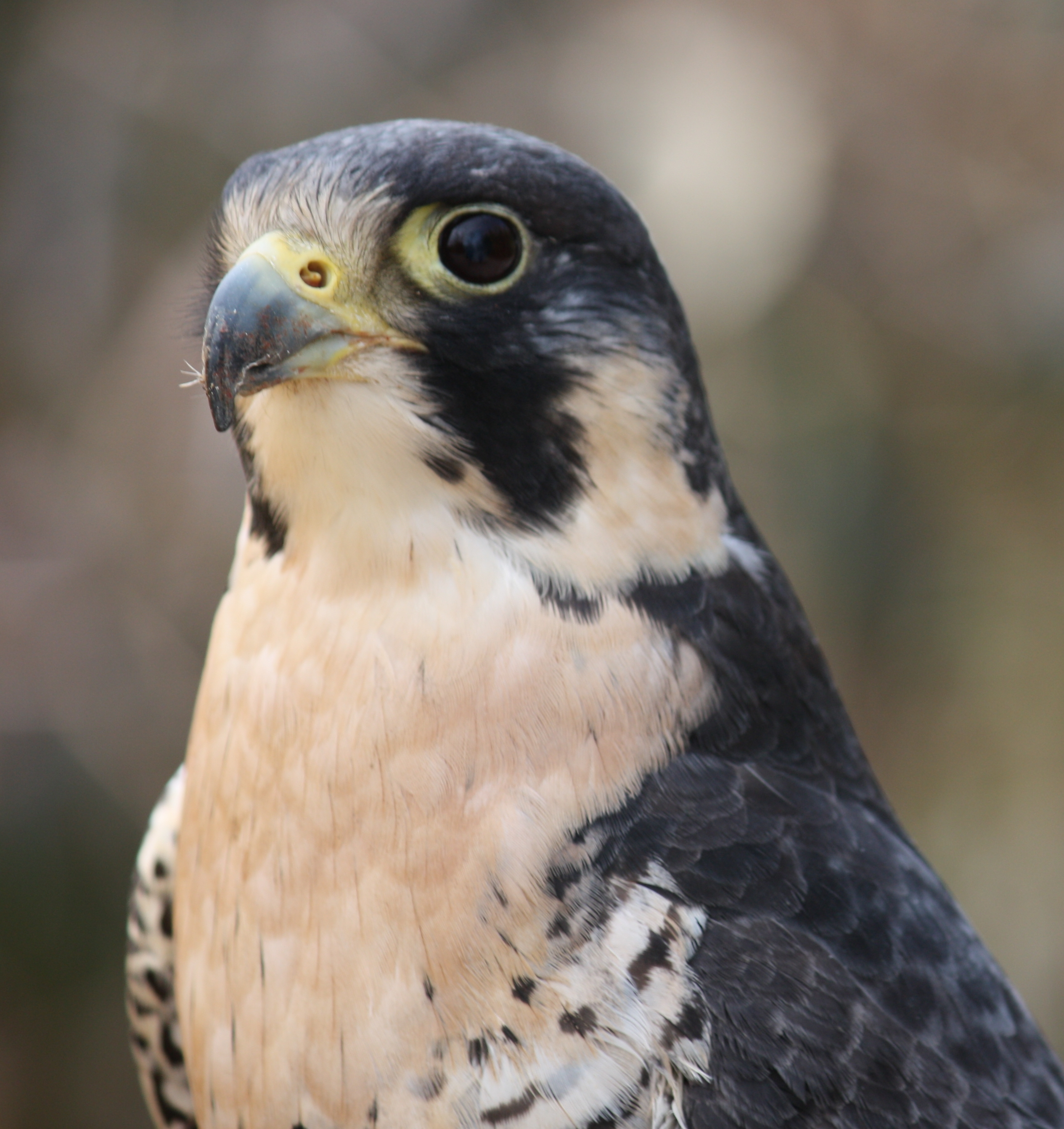
Porträt eines Wanderfalken

Der Wanderfalke (Falco peregrinus) gehört zur Familie der Falkenartigen. Er zählt zu den größten Vertretern der Familie und ist mit einer Spitzengeschwindigkeit von mehr als 320 km/h beim Jagdstoß das schnellste bekannte Tier. Der Wanderfalke ist ein Kosmopolit und die am weitesten verbreitete Vogelart der Welt; er besiedelt bis auf Antarktika alle Kontinente. Wanderfalken sind primär Felsbrüter und bewohnen in erster Linie gebirgige Landschaften aller Art sowie Steilküsten. In den letzten Jahrzehnten hat die Art in vielen Teilen des Verbreitungsgebietes auch Städte und Industrieanlagen mit ihren zahlreichen „Kunstfelsen“ besiedelt.
Wanderfalken sind hochspezialisierte Vogeljäger; die Nahrung besteht fast ausschließlich aus kleinen bis mittelgroßen Vögeln, die im freien Luftraum erjagt werden. Die Sturzflüge aus großen Höhen bei der Jagd und die dabei erreichten hohen Geschwindigkeiten sind spektakulär. Der durch das Insektizid DDT verursachte Bestandseinbruch und die anschließende Bestandserholung mit der Ansiedlung in vielen Städten haben den Wanderfalken zu einer der weltweit bekanntesten Großvogelarten gemacht.

## Beschreibung
Ausgefärbte (adulte) Wanderfalken sind auf der gesamten Oberseite dunkelblaugrau. Die Unterseite ist auf weißem bis cremefarbenem Grund überwiegend dunkel quergebändert, nur der vordere Hals und die obere Brust sind sehr variabel leicht bis kräftig dunkel gefleckt oder gestrichelt. Kennzeichnend für die Art ist der sehr kräftige, schwarze Bartstreif, der von der hellen Kehle scharf abgesetzt ist. Die Iris der Augen ist dunkelbraun, Wachshaut, Augenring und Beine sind gelb, die Krallen sind schwarz.
Während die Färbung der Geschlechter sehr ähnlich ist, zeigen Wanderfalken einen starken reversen Geschlechtsdimorphismus hinsichtlich der Körpergröße. Kleine Männchen haben eine Körperlänge von 35 cm und eine Flügelspannweite von 79 cm, große Weibchen eine Körperlänge von 51 cm und eine Spannweite von 114 cm. Mitteleuropäische Männchen haben eine Flügellänge von 289–334 mm und wiegen 550–750 g, die Flügellänge von Weibchen aus diesem Raum beträgt 339–375 mm und das Gewicht 740–1300 g. Wanderfalken zählen damit zu den größten Arten der Gattung Falco, nur Würgfalke und Gerfalke sind noch größer.
Das Flugbild des Wanderfalken ist typisch falkenartig mit einem kräftigen Rumpf, einem großen Kopf, relativ langen, etwas dreieckigen, spitzen Flügeln und einem mittellangen, leicht gerundeten Schwanz. Beste Erkennungsmerkmale sind die sehr dunkle Oberseite, die helle, quergebänderte Unterseite und der auch auf größere Entfernung erkennbare Bartstreif. Häufig kann die Art auch aufgrund des Verhaltens erkannt werden (siehe unten).
Frisch ausgeflogene Jungvögel unterscheiden sich erheblich von den adulten (ausgefärbten) Vögeln. Junge Wanderfalken sind auf der Oberseite schwarzbraun, alle Deckfedern sind hell bräunlich gerändert. Die Unterseite ist auf rötlich braunem Grund dunkelbraun längsgestreift. Der Backenstreif ist weniger kräftig als bei den adulten Falken und hebt sich gegen die rotbraunen Kopfseiten viel weniger ab. Die Wachshaut und der Augenring sind blaugrau; beim Küken ebenfalls die Beine. Wanderfalken mausern ab dem Frühjahr des zweiten Kalenderjahres, also im Alter von ca. 12 Monaten, in das Adultkleid und sind im Herbst des zweiten Kalenderjahres nicht mehr von den adulten unterscheidbar.
In der Größe und der Färbung weichen Unterarten in anderen Teilen der Welt erheblich von mitteleuropäischen Wanderfalken ab.

## Lautäußerungen
Beide Geschlechter rufen in Brutplatznähe häufig. Der bei Beuteübergaben oder beim „Nestzeigen“ geäußerte Balzruf ist ein weit hörbares, deutlich zweisilbiges, gereihtes „akzick-akzick“, das bei zunehmender Erregung immer schneller wiederholt wird. Der Alarmruf ist ein durchdringendes, scharfes „eeek-eeeek-eeeeek“, das bei leichteren Störungen langgezogen ist. Bei massiven Störungen (z. B. Nestkontrollen) wird dieser Ruf von den dann meist über dem Brutplatz kreisenden Falken in immer höherer Frequenz geäußert und klingt dann wie „eek-eek-eek-eek“. Dieser Ruf wird auch als Lahnen bezeichnet. Weit weniger auffällig ist zum Beispiel der Warnruf, mit dem der Partner auf eine Störung aufmerksam gemacht wird, dieser klingt wie „kjuck“ und ist nur aus geringer Entfernung hörbar.

## Verbreitung und Lebensraum
| Brutgebiete im SommerAlljährliche BrutgebieteÜberwinterungsgebieteZwischenstationen beim Wandern |

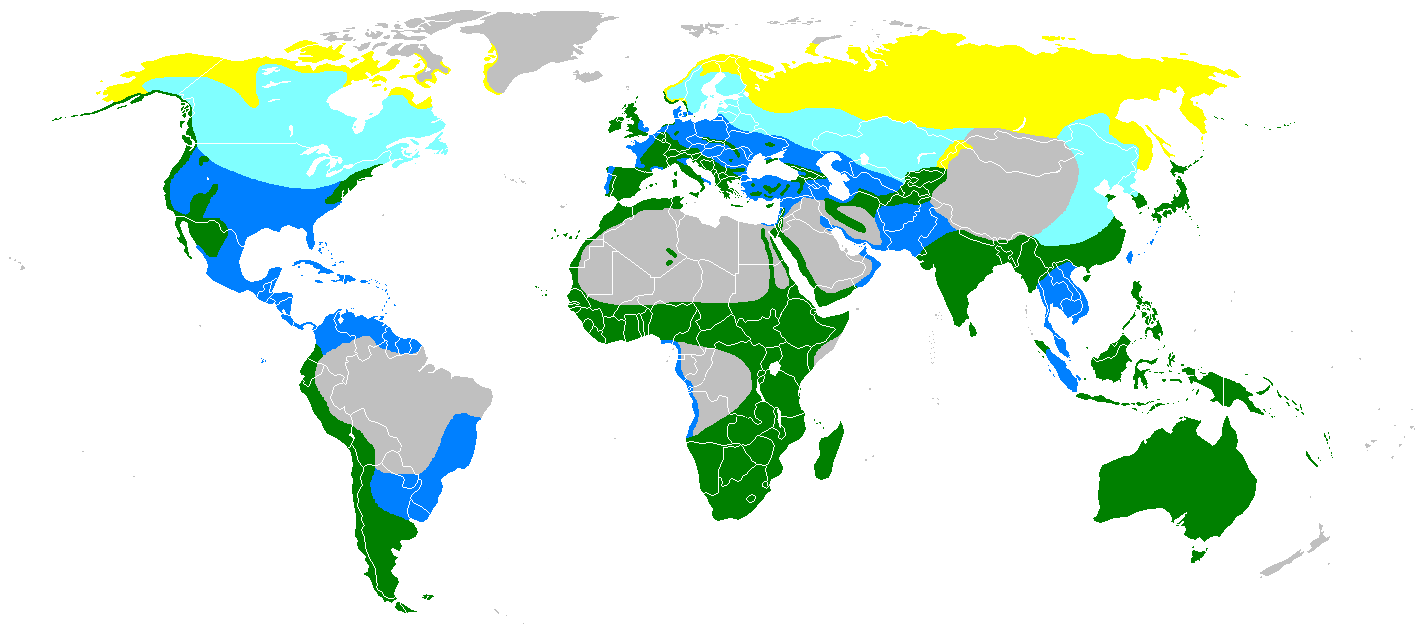
Lebensräume der Wanderfalken laut Handbook of the Birds of the World

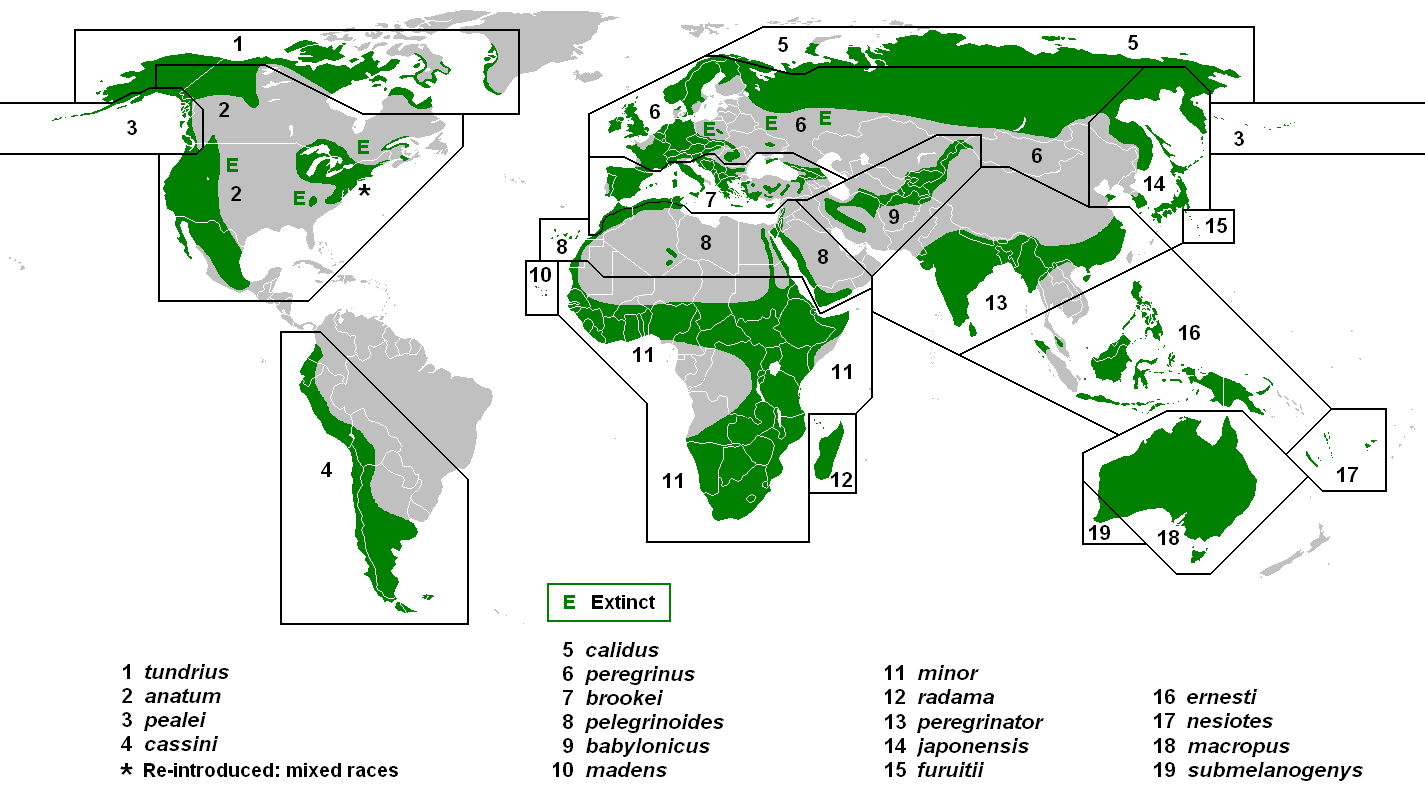
Verbreitungskarte der Unterarten

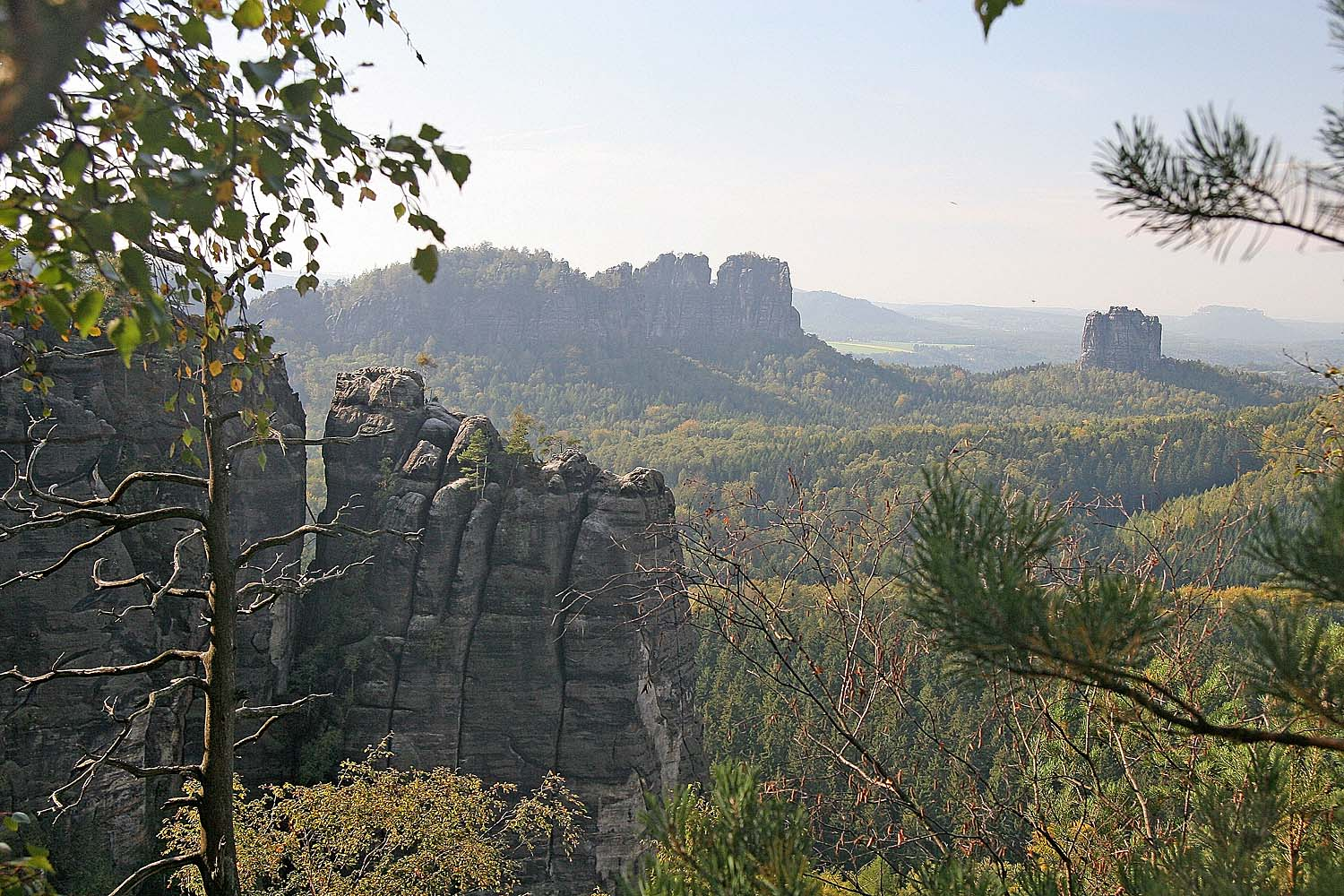
Die Sächsische Schweiz zählt zu den optimalen Lebensräumen felsbrütender Wanderfalken in Mitteleuropa

Wanderfalken kommen auf allen Kontinenten außer auf Antarktika vor. Sie haben außerdem auch die meisten größeren Inseln und Inselgruppen besiedelt, sie fehlen nur auf den Inseln der Karibik, Neuseelands und in Island. Der Wanderfalke ist damit der am weitesten verbreitete Vogel der Welt. Die weltweite Verbreitung der Art ist wesentlich auf ihre sehr unspezifischen Lebensraumansprüche zurückzuführen; diese beschränken sich letztlich auf eine gesicherte Brutmöglichkeit und freien Luftraum mit einem ausreichenden Angebot an Vögeln.
Im größten Teil des Verbreitungsgebietes sind Wanderfalken Felsbrüter. Sie finden sich daher weltweit vor allem in Regionen mit Felsen. Geschlossen bewaldete und/oder großräumig felsfreie Gebiete werden nur regional in Mittel- und Osteuropa, im Nordwesten Nordamerikas und in Teilen Australiens besiedelt; hier brüten Wanderfalken dann in Greifvogel- oder Rabenhorsten bzw. in großen Baumhöhlen, wobei Baumhöhlen nur in Nordamerika und Australien genutzt werden. Ebenfalls nur regional brütet die Art als Bodenbrüter in großen Mooren, vor allem im Baltikum und im Norden Skandinaviens, Finnlands und Russlands. Wanderfalken fehlen in den tropischen Wäldern der Niederungen Südamerikas und Afrikas und in den Steppenregionen Asiens. Sie meiden außerdem die ariden Zonen Amerikas, Afrikas und im Inneren Australiens.
In vielen Teilen der Welt, vor allem in Europa und Nordamerika, haben Wanderfalken in den letzten Jahrzehnten auch hohe Bauwerke als „Kunstfelsen“ besiedelt. Dies wird zum Teil auch dadurch begünstigt, dass sich dort häufig eine bevorzugte Beute von Wanderfalken – die Haustaube – in großer Zahl findet.
Außerhalb der Brutzeit und im Winterquartier sind Wanderfalken auch in vogelreichen Lebensräumen aller Art anzutreffen, z. B. auch an Küsten und in großen Feuchtgebieten.
Alfred Laubmann hatte für sein Werk Die Vögel von Paraguay keinen Balg zur Verfügung. Einzig F. p. anatum betrachtete er  nach Arnaldo de Winkelried Bertoni für Puerto Betoni als möglichen Nachweis in der Literatur für Paraguay. Allerdings bemerkte Laubmann, dass selbst Bertoni Zweifel hatte, ob es sich bei seinem Exempar wirklich um ein Jungtier gehandelt hat. Trotzdem schloss er nicht aus, dass ein gelegentlicher Wintergast bei seinen Steifzügen das Land besucht.

## Systematik

### Externe Systematik
Der Artstatus des Wanderfalken ist unumstritten, die systematische Stellung innerhalb der Gattung Falco ist jedoch noch nicht abschließend geklärt. Bei einer systematischen Untersuchung anhand des mitochondrialen Cytochrom-b-Gens wurde für die Art ein Schwestergruppenverhältnis zu den Großfalken der Hierofalco-Gruppe (Lannerfalke, Gerfalke, Würgfalke und Laggarfalke) und zum Präriefalken festgestellt. Bei einer weiteren Untersuchung auf Basis der CR-Region der mitochondrialen DNA wurde jedoch ein Schwestergruppenverhältnis zum Präriefalken festgestellt, beide Arten bildeten hier ein Schwestertaxon zur Hierofalco-Gruppe.

### Interne Systematik
Wanderfalken zeigen eine deutliche Größenzunahme nach Norden. Außerdem sind die Wanderfalken in feuchten Klimaten insgesamt relativ dunkel, zu trockeneren Klimaten hin werden sie immer heller. Die Abgrenzung der Unterarten ist komplex und wird in der Wissenschaft intensiv diskutiert. Die Übergänge zwischen den Unterarten sind meist fließend; je nach Autor unterscheiden sich Anzahl und geographische Abgrenzung der Unterarten daher oft erheblich.

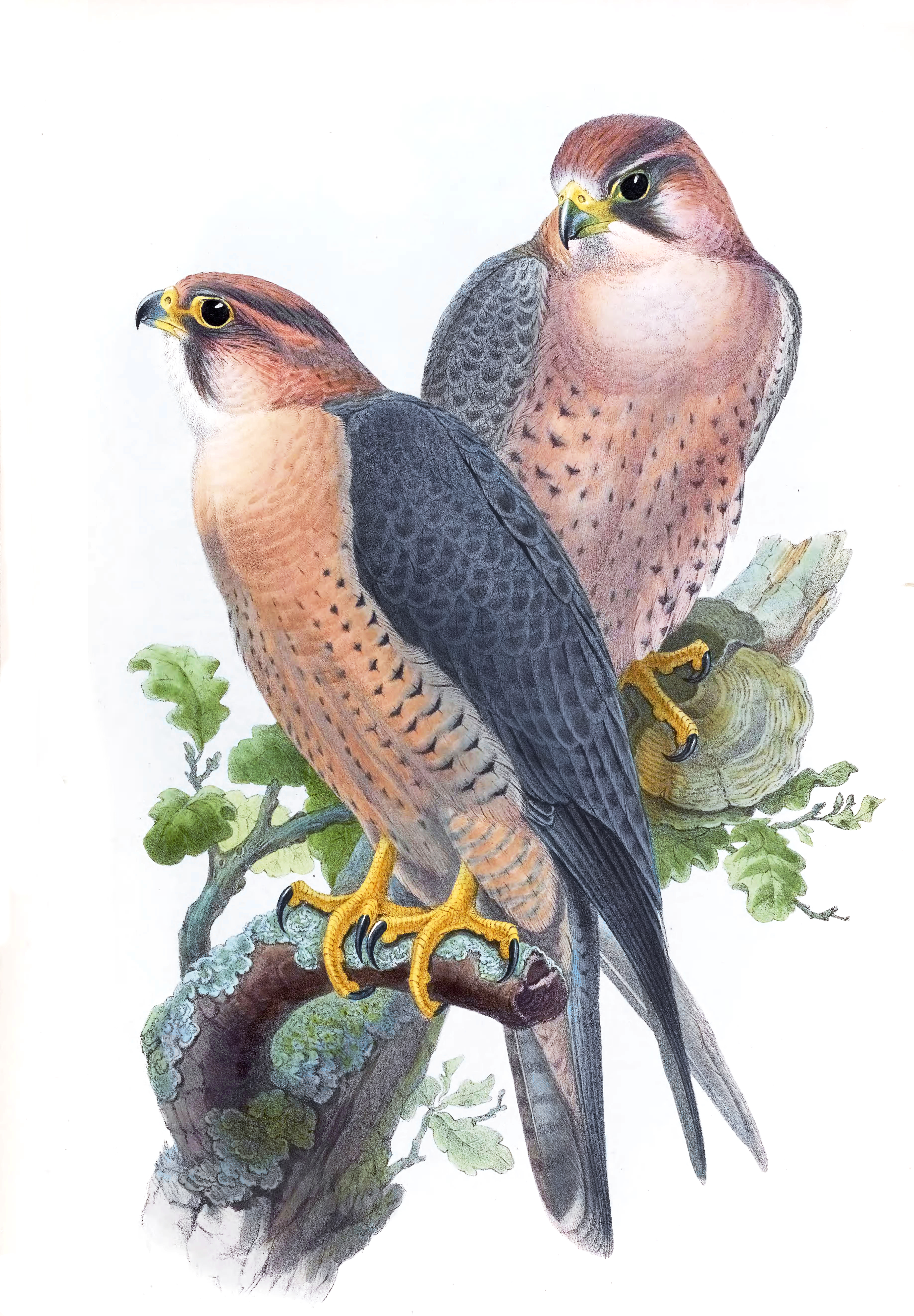
Unterart babylonicus, Zeichnung John Gould 19. Jahrhundert

Die folgende Darstellung basiert im Wesentlichen auf Ratcliffe (1993). Insgesamt werden von ihm 19 Unterarten unterschieden:
- F. p. peregrinus Tunstall, 1771[8]: Gemäßigte und boreale Zone Eurasiens von Irland bis Ostsibirien.
- F. p. calidus Latham, 1790: (Synonym: F. p. leucogenys[9]) Nördlich an Nominatform anschließend; Tundra Eurasiens etwa von der Kola-Halbinsel[10] nach Osten bis zur Lena.
- F. p. japonensis Gmelin, JF, 1788[11]: Östlich an Nominatform anschließend; Ostsibirien, Kamtschatka, Japan.
- F. p. brookei Sharpe, 1873[12]: Südlich an Nominatform anschließend; von der Iberischen Halbinsel nach Osten über Italien, den Balkan und die Türkei bis zum Irak und Iran.
- F. p. babylonicus Sclater, PL, 1861[13]: Gebirge und Hochgebirge im zentralen Iran, Afghanistan, südlicher Himalaya bis zur Westmongolei. Wurde früher als Unterart des Wüstenfalken eingestuft.
- F. p. peregrinator Sundevall, 1837[14]: Indischer Subkontinent, Indochina nach Süden bis einschließlich Malaysia. Artstatus wird diskutiert.
- F. p. ernesti Sharpe, 1894[15]: Ozeanien; Indonesien, Philippinen, Neuguinea.
- F. p. furuitii Momiyama, 1927[16]: Ogasawara-Inseln (etwa 1000 km südöstlich von Honshū).
- F. p. macropus Swainson, 1838[17]: Norden und Osten Australiens.
- F. p. submelanogenys Mathews, 1912[18]: Südwesten Australiens. Heute meist ein Synonym für F. p. macropus
- F. p. nesiotes Mayr, 1941[19]: Pazifische Inseln östlich von Australien; Vanuatu, Fidschi.
- F. p. pelegrinoides Temminck, 1829[20]: Nordwest- (von Mauretanien und Kanarischen Inseln nach Osten bis Tunesien) und Nordostafrika (Ägypten, Sudan) sowie Nordwesten der Arabischen Halbinsel (Israel, Syrien). Wurde früher als Nominatform des Wüstenfalken eingestuft. Anderer Name war auch Berberfalke.
- F. p. madens Ripley & Watson, 1963[21]: Kap Verde.
- F. p. minor Bonaparte, 1850[22]: Afrika südlich der Sahara.
- F. p. radama Hartlaub, 1861[23]: Madagaskar.
- F. p. tundrius White, CM, 1968[24]: Arktis Nordamerikas.
- F. p. anatum Bonaparte, 1838[25]: südlich an F. p. tundrius anschließend; Nordamerika; nach Süden etwa Nord-Mexiko, weiter östlich bis Mississippi. Artstatus der Falken an der Ostküste (früher anatum) ist unklar da Wanderfalken verschiedener Unterarten ausgewildert wurden.
- F. p. pealei Ridgway, 1874[26]: Westküsten Kanadas und Alaskas, ferner auf den Aleuten und auf den Kommandeurinseln.
- F. p. cassini Sharpe, 1873[12]: Anden von Kolumbien bis zur Südspitze von Südamerika. F. kreyenborgi hat sich als helle Morphe von F. p. cassini herausgestellt.

Falco peregrinus riphaeus Buturlin, 1907, Falco peregrinus brevirostris Menzbier, 1882, Falco peregrinus germanicus Erlanger, 1903 und Falco peregrinus rhenanus Kleinschmidt, 1912 werden heute als Synonyme zur Nominatform betrachtet. Falco rudolfi Kleinschmidt, 1909 gilt heute als Synonym zu F. p. pealei, Falco peregrinus kleinschmidti Dementiev, 1934, Falco peregrinus pleskei Dementiev, 1933 und Falco peregrinus harterti Buturlin, 1907 als Synonym zu F. p. japonensis, Falco kreyenborgi Kleinschmidt, 1929 als Synonym zu F. p. cassini, Falco caucasicus Kleinschmidt, 1909, Falco punicus Levaillant, JJR, 1850 als Synonym zu F. p. brookei, Falco barbarus arabicus Erlanger, 1903, Falco peregrinus caeruleiceps Stegmann, 1934 und  Falco leucogenys Brehm, CL, 1854 als Synonym zu F. p. calidus. Zu erwähnen ist, dass russische Ornitholgen in F. p. harterti oft eine weitere Unterart sehen die in der Färbung zwischen F. p. japonensis und F. p. calidus steht. So wird das Verbreitungsgebiet vom Jana-Becken bis zur Küste des Beringmeers angegeben.

## Jagdweise

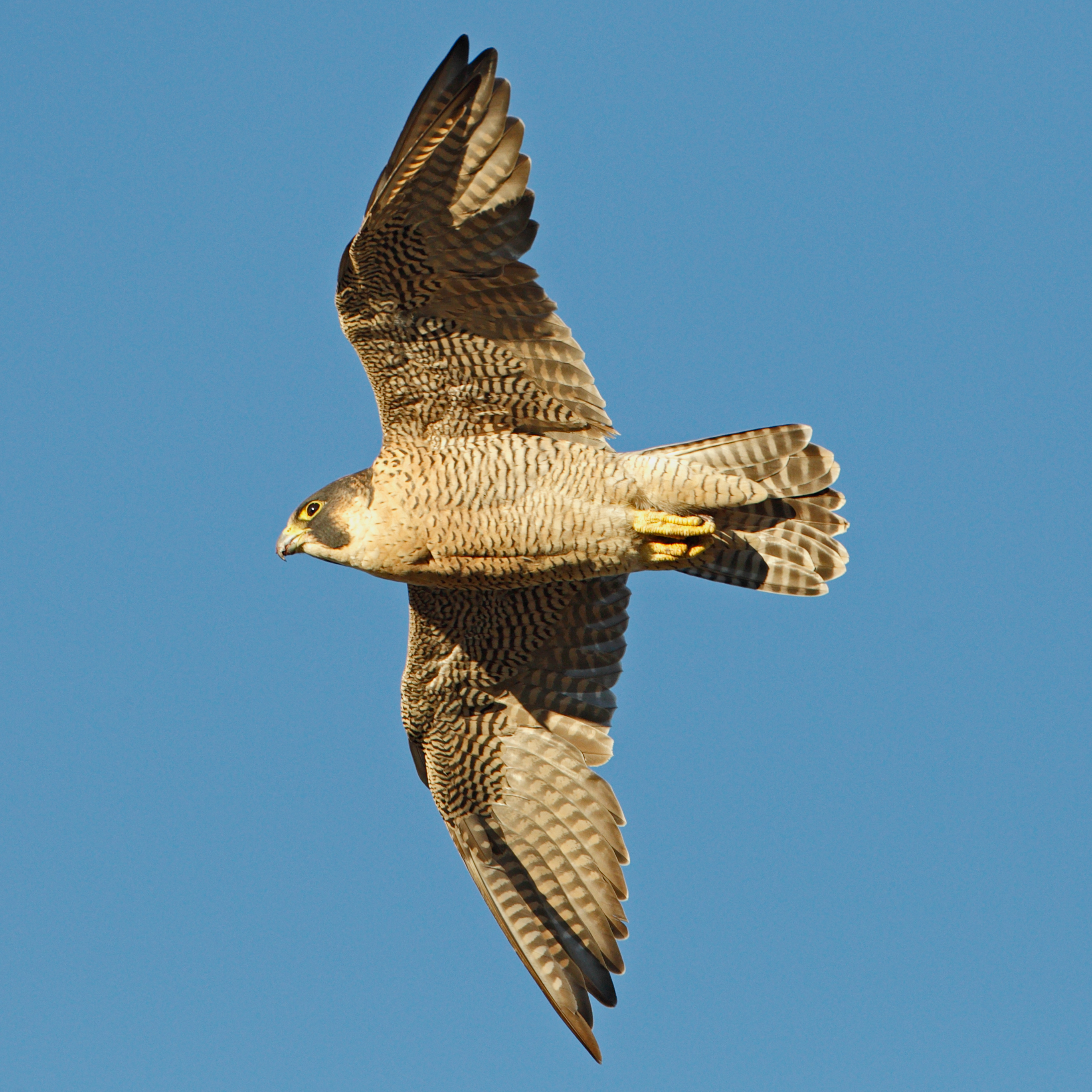
Wanderfalke im Flug

Wanderfalken jagen fast ausschließlich Vögel im freien Luftraum. Da eine gedeckte Annäherung an die Beute hier nicht möglich ist, wird das Überraschungsmoment durch die Annäherung mit größtmöglicher Geschwindigkeit erreicht. Der Beute bleibt dann nur ein sehr kurzes Zeitfenster zur Reaktion.
Die beiden wesentlichen Jagdtechniken sind der Steilstoß aus großer Höhe und der Flachstoß von einer Warte.
Beim Steilstoß kreist der Falke in größerer Höhe und wartet auf Vögel, die unter ihm entlang fliegen. Der Falke geht dann in den Sturzflug über und legt die Flügel an, die Steuerung erfolgt mit den Daumenfittichen. Höchstwahrscheinlich benutzen die Falken für den eigentlichen Schlag dann die ungeöffneten Füße. Der Falke fliegt nach dem Schlag aufgrund seiner großen Geschwindigkeit an der Beute vorbei und kehrt dann in einer Kurve zu dieser zurück. Die Beute wird häufig allein durch den Aufprall getötet, falls sie nur verletzt ist, tötet der Falke sie dann mit einem Biss ins Genick. Vögel, die den anfliegenden Falken rechtzeitig bemerken, beginnen sofort, sehr eng zu kreisen. Diese Manöver kann der anfliegende Falke aufgrund seiner hohen Geschwindigkeit nicht mitmachen und ist dann meist erfolglos.
Wanderfalken erreichen bei ihren Sturzflügen sehr hohe Geschwindigkeiten. Meldungen verlauten Spitzengeschwindigkeiten von über 300 km/h und sogar bis zu 400 km/h im seltenen senkrechten Sturzflug.
Beim Flachstoß von einer Warte erfolgt die Annäherung an die Beute von hinten und etwas versetzt unterhalb der Beute. Wanderfalken können jeden anderen Vogel im Geradeausflug schnell einholen, hier stellt der Falke das Überraschungsmoment also durch die schnelle Annäherung im „toten Winkel“ der Beute her. Der Beutevogel wird dann von hinten und unten gegriffen. Wenn Vögel die Annäherung des Falken rechtzeitig bemerken, haben sie relativ gute Chancen zu entkommen. Kleinere Vögel (z. B. Stare) lassen sich sofort fallen, größere wie Tauben versuchen ähnlich wie bei Steilstößen durch das Fliegen sehr enger Kurven zu entkommen, auch in diesen Fällen ist der Falke dann meist aufgrund seiner zu geringen Wendigkeit erfolglos.
Diese beiden Grundmuster der Jagd werden vielfältig variiert oder auch kombiniert. Insbesondere außerhalb der Brutzeit jagen die Paare häufig gemeinsam, die Annäherung an einen Beutevogel erfolgt dann in einem gewissen Abstand zueinander, so dass der zweite Falke bei einem Fehlstoß des ersten auf den ausweichenden Vogel nachstoßen kann. Weicht der Vogel nach oben aus, folgt einer der Falken dem Vogel in die Höhe, während der andere (meist das Weibchen) unter dem Beutevogel kreist und ihm so den Weg nach unten abschneidet.

## Ernährung

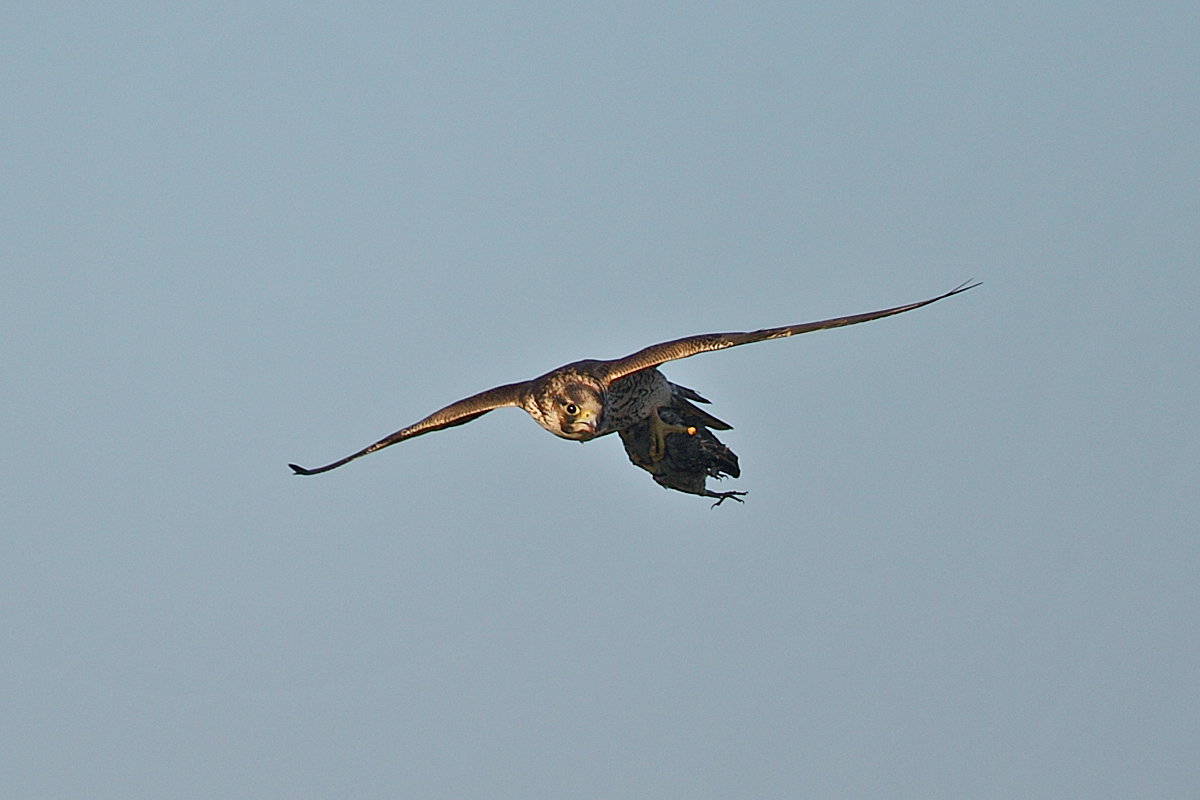
Wanderfalke mit Beute im Fang

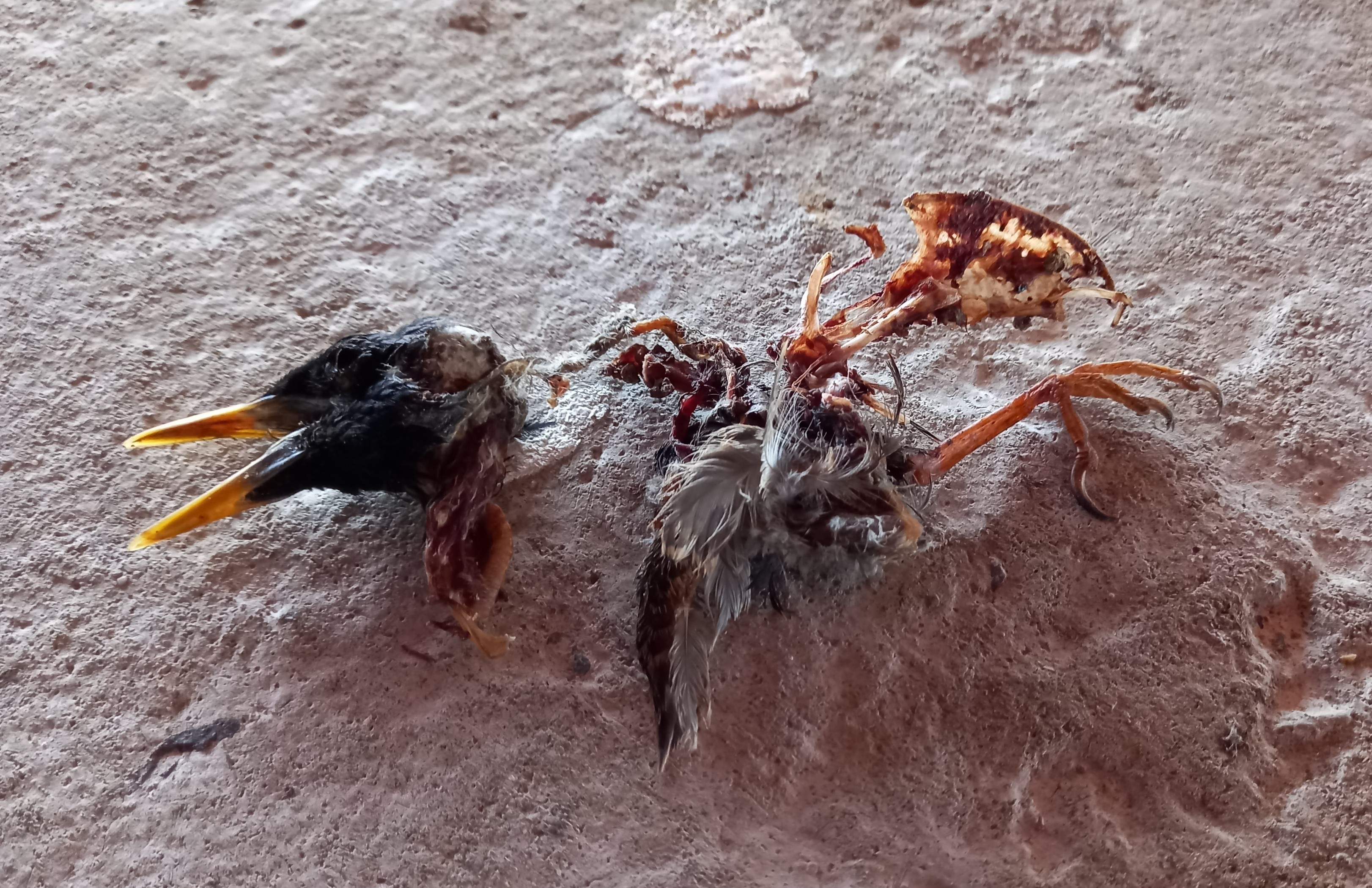
Reste eines Stars an einem Brutplatz

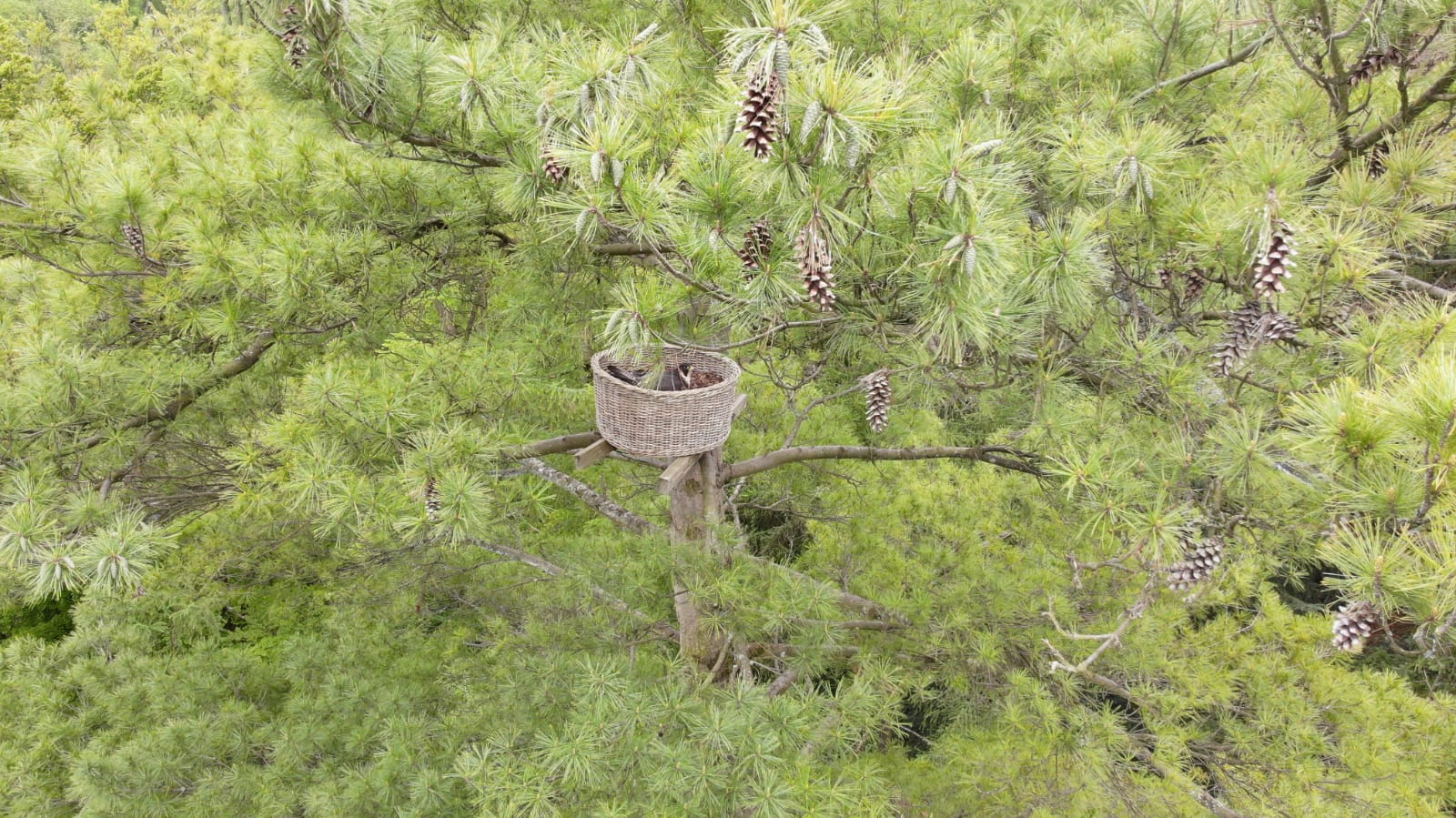
Wanderfalken-Weibchen beim Brüten im Nestkorb in einem Baum

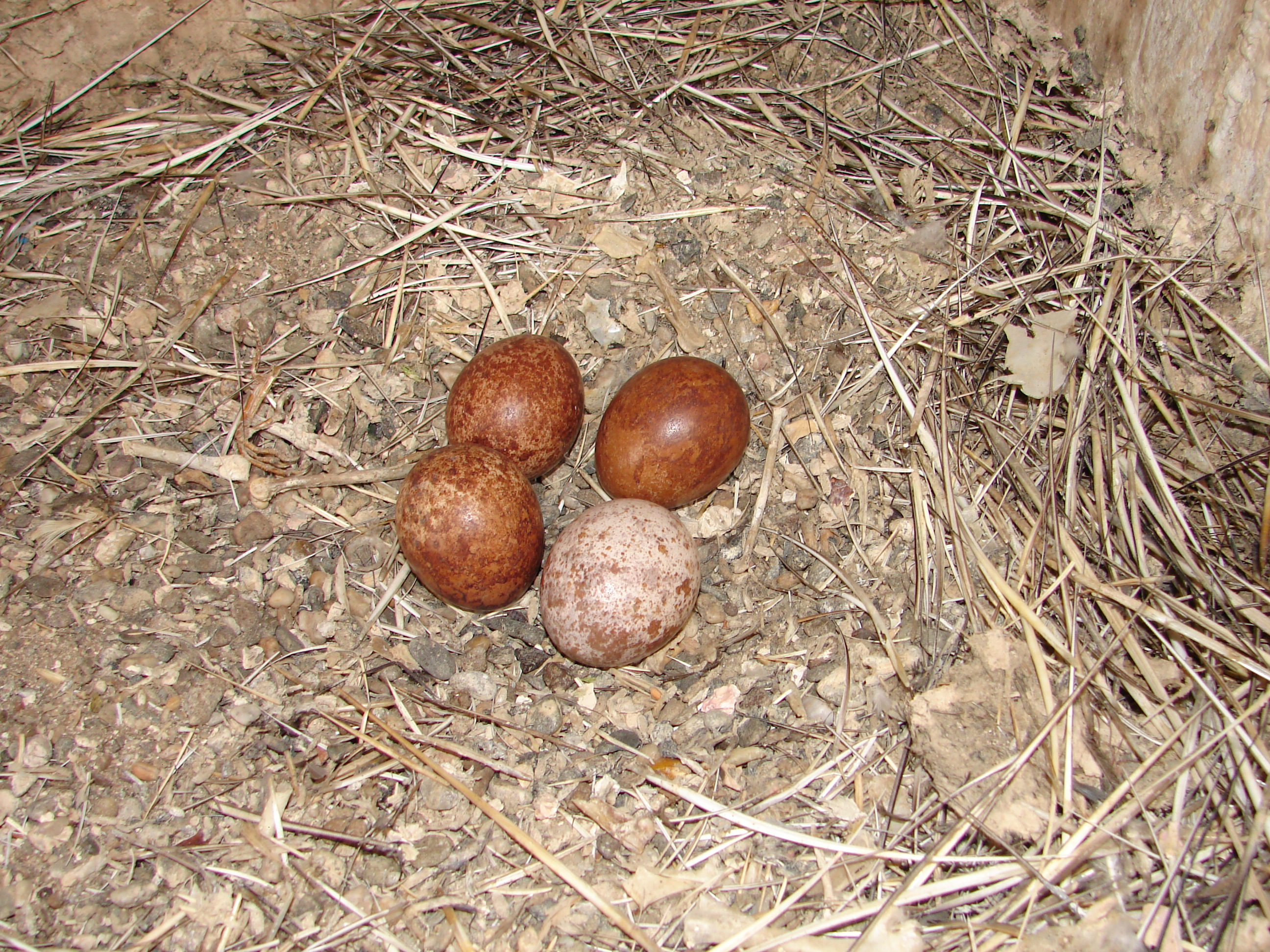
Wanderfalken-Vierergelege in einem Nistkasten der Arbeitsgemeinschaft Wanderfalkenschutz NRW

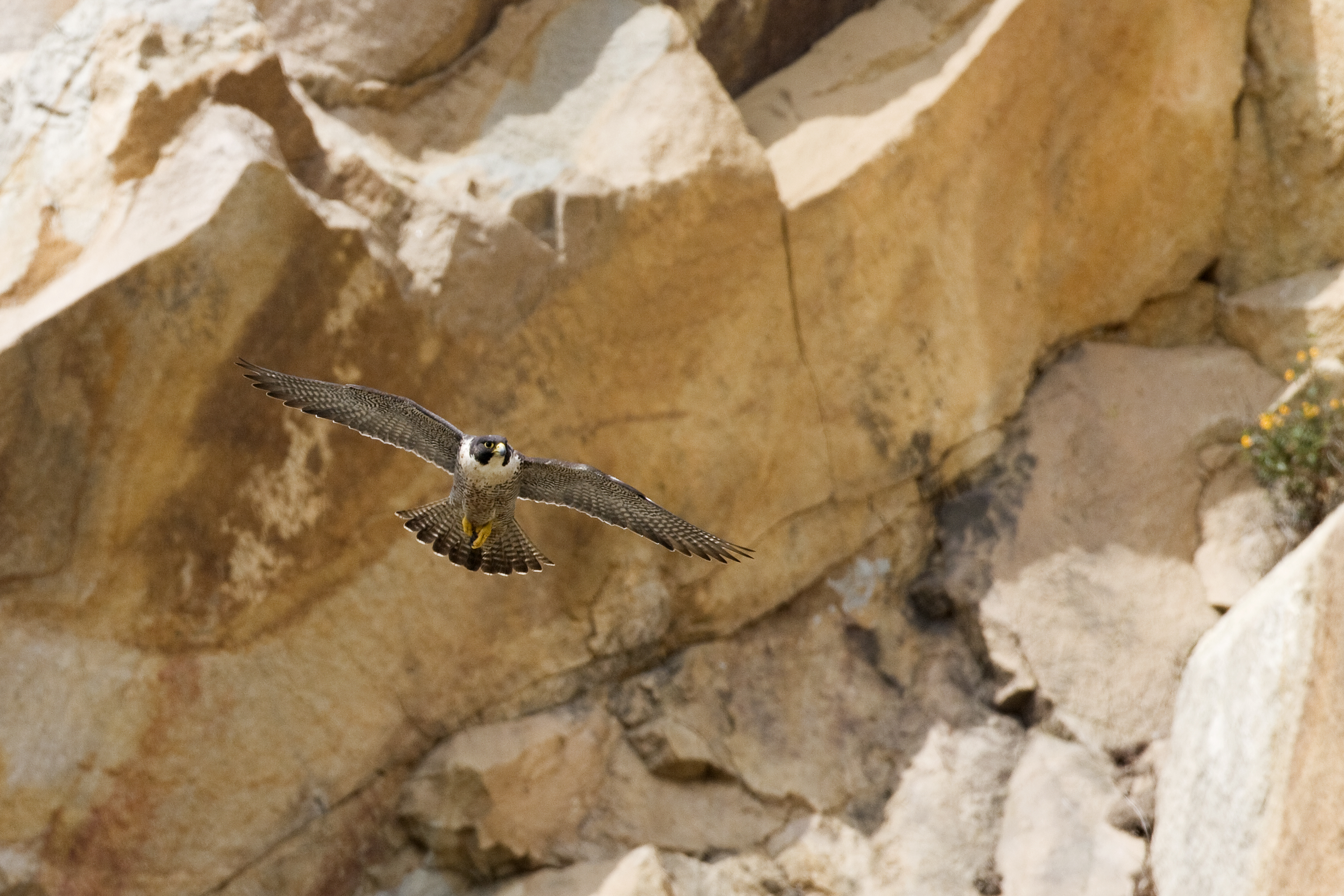
Fliegender Wanderfalke an der Küste Kaliforniens

Wanderfalken fressen fast ausschließlich kleine und mittelgroße Vögel. Das Maximalgewicht der Beute liegt bei etwa 500 g, das entspricht etwa dem Gewicht einer Ringeltaube oder einer Rabenkrähe. Die meisten Beutevögel sind jedoch deutlich leichter.
Welche Arten im Beutespektrum dominieren, hängt vom lokalen Angebot ab. Die Jagdmethoden des Wanderfalken sind am erfolgreichsten bei Vögeln, die über eine längere Strecke geradeaus fliegen. In weiten Teilen West- und Mitteleuropas dominieren daher Haustauben in der Beute. Im Sommerhalbjahr sind dies vor allem die in großer Zahl zu Wettflügen über große Entfernungen aufgelassenen Brieftauben, in Städten und an Felsküsten zusätzlich wilde Straßentauben bzw. die Felsentaube. Besonders im Herbst und im Frühjahr spielen Zugvögel, vor allem Drosseln und Stare, eine wichtige Rolle bei der Ernährung. An Küsten leben Wanderfalken vor allem von Seevögeln wie Möwen, Lummen und Alken.
Wanderfalken jagen bis weit in die Dämmerung hinein; Fledermäuse, vor allem früh fliegende Arten wie Abendsegler, sind daher die einzigen regelmäßig erbeuteten Säugetiere. In Großstädten nutzen Wanderfalken das große Kunstlichtangebot und jagen nachts ziehende Vögel wie Rallen und Limikolen, in Berlin z. B. häufig Wasserrallen, Wachtelkönige und Waldschnepfen.

## Fortpflanzung und Lebensalter

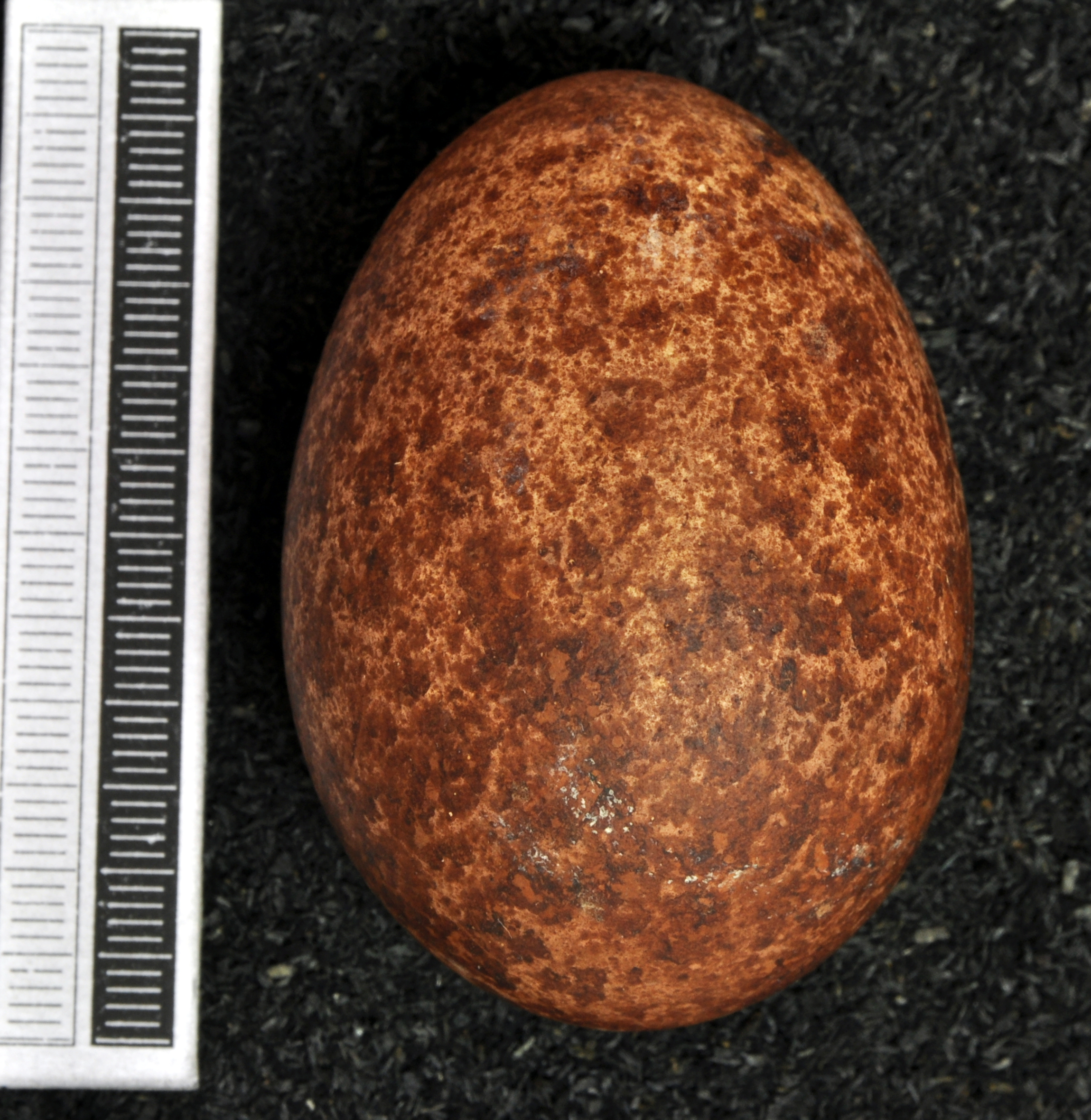
Ei, Sammlung Museum Wiesbaden

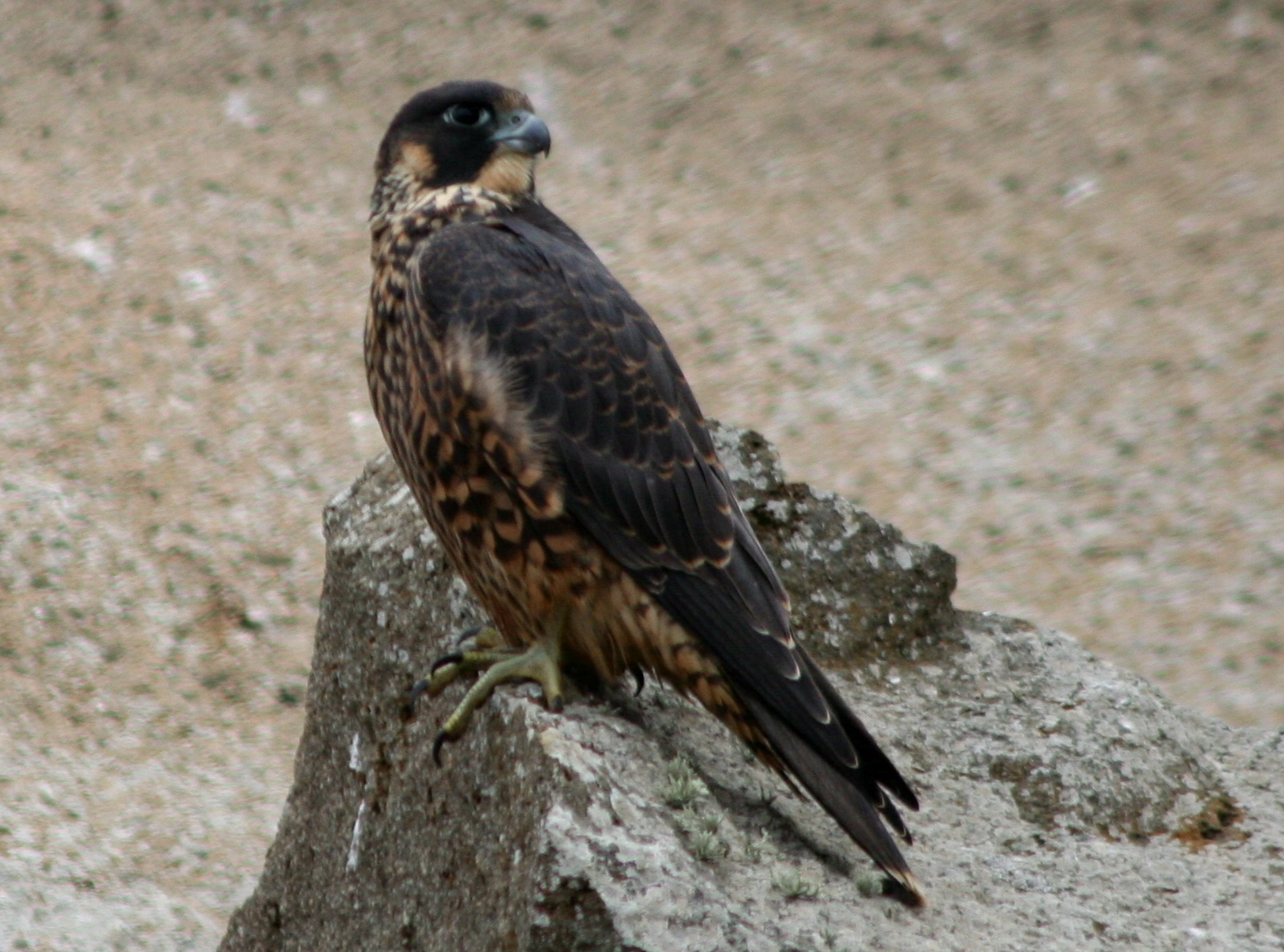
Wanderfalke im Jugendkleid am Morro Rock, Kalifornien

Wanderfalken sind im zweiten Kalenderjahr, also im Alter von etwa 9 Monaten, geschlechtsreif. Im Vorjahr geborene Individuen sind als Brutvögel in intakten Populationen aufgrund der großen innerartlichen Konkurrenz jedoch sehr selten.
Wanderfalken sind in Mitteleuropa ganzjährig in ihren Revieren anzutreffen. Etwa ab Januar beginnt die meist nicht sehr auffällige Balz damit, dass die Revierpartner dicht nebeneinander auf Warten sitzen und bei gutem Wetter zusammen über dem Revier kreisen. Etwa 6 Wochen vor der Eiablage beginnt das Männchen das Weibchen mit Beute zu versorgen, das Weibchen ist dann kaum noch aktiv. Einige Wochen vor der Eiablage ist der Höhepunkt der Balz erreicht, sie besteht nun neben den Beuteübergaben vor allem aus dem „Nestzeigen“ des Männchens. Dieses kratzt an den potenziellen Brutplätzen eine Mulde und versucht das Weibchen durch lautes „Akzicken“ dorthin zu locken.
Wanderfalken bauen wie alle Falken keine Nester. Felsbrüter nutzen vorhandene kleine Höhlen oder Felsbänder sowie verlassene Nester von anderen in Felswänden brütenden größeren Vögeln, z. B. Kolkraben. Baumbrüter nutzen verlassene Nester von Greifvögeln, Reihern oder Kolkraben. Die Eiablage erfolgt in Mitteleuropa meist Mitte März bis Mitte April, ausnahmsweise bereits ab Ende Februar oder, vor allem bei Nachgelegen, bis Mitte Mai. Die Gelegegröße beträgt meist 3–4 (1–5) Eier. Die Eier sind recht rundlich, messen im Mittel etwa 51 × 41 mm und wiegen 39–48 g. Sie sind auf gelblichem Grund sehr dicht rot- oder gelbbraun gefleckt und wirken daher aus größerer Entfernung oft einfarbig braun. Die Brutdauer beträgt 34–38 Tage. Die Jungvögel fliegen mit etwa 42 Tagen (Männchen) bzw. 46 Tagen (Weibchen) aus. Die Jungvögel bleiben meist etwa 4 bis 6 Wochen im Revier der Eltern und wandern dann ab. Wanderfalken erreichen ein Maximalalter von über 15 Jahren, das nachgewiesene Höchstalter liegt bei fast 18 Jahren.

## Wanderungen
Wanderfalken sind je nach Vorkommen Standvögel bis Langstreckenzieher; die Zugneigung nimmt nach Norden zu. Die Populationen der tropischen und mediterranen Zonen sind Stand- oder allenfalls Strichvögel. In Mittel-, Nord- und Osteuropa wandern insbesondere im ersten Lebensjahr viele Wanderfalken nach West- und Südwesteuropa und überwintern dort, die adulten Wanderfalken sind hier jedoch überwiegend Standvögel. Die arktischen Wanderfalken sind Langstreckenzieher. Die Vögel der Arktis Kanadas und Alaskas ziehen nach Mittel- und Südamerika, die Wanderfalken der russischen Arktis überwintern in Afrika und im Süden Asiens.

## Bestandsentwicklung und Gefährdung
Wanderfalken wurden mindestens seit Ende des 19. Jahrhunderts von Taubenzüchtern intensiv verfolgt, auch Eiersammler stellten Wanderfalken zumindest regional intensiv nach. Aufgrund der Unzugänglichkeit vieler Brutplätze führte diese Verfolgung jedoch nur regional zu stärkeren Bestandsrückgängen.
Ein großräumiger, katastrophaler Bestandsrückgang des Wanderfalken wurde 1961 in Großbritannien entdeckt. Bei einem Zensus im Jahr 1962 wurde ein Bestandsrückgang von 44 % für das ganze Land gegenüber dem mittleren Bestand der Jahre 1930–1939 festgestellt. Im Süden Englands war die Art völlig verschwunden, in Wales und in Nordengland war der Bestand stark zurückgegangen und nur in den schottischen Highlands war der Bestandsrückgang relativ gering. Unabhängig davon waren ab 1951 gehäuft zerbrochene Eier in Wanderfalkennestern gefunden worden, was vorher praktisch unbekannt war. Nach der Entdeckung des drastischen Bestandseinbruches wurden daraufhin ältere Eischalen des Wanderfalken aus Eiersammlungen in Museen und bei Sammlern untersucht und ein schlagartiger Rückgang der Eischalendicke um im Mittel etwa 20 % ab 1947 festgestellt. Ähnliche Verringerungen der Eischalendicke wurden in Großbritannien auch bei Sperber und Merlin gefunden.
Katastrophale Bestandseinbrüche und ein erheblicher Rückgang der Eischalendicke nach 1950 wurden zeitgleich oder nur wenig später in weiten Teilen der nördlichen Hemisphäre verzeichnet. In Europa starb der Wanderfalke in Dänemark, Polen, den Niederlanden, Belgien, Luxemburg und der DDR bis Ende der 1970er Jahre aus, die Bestände in Skandinavien, der Bundesrepublik Deutschland, der Schweiz und Österreich gingen bis auf wenige Paare zurück. Die Baumbrüterpopulation Mittel- und Osteuropas starb vollständig aus. In den USA verschwand der Wanderfalke aus allen Bundesstaaten östlich der Rocky Mountains.
Der plötzliche Rückgang der Eischalendicke nach 1946 fiel mit den Jahren der erstmaligen großflächigen Anwendung von DDT in der Land- und Forstwirtschaft zusammen. Ende der 1960er Jahre wurde festgestellt, dass der Gehalt des DDT-Metaboliten DDE (Dichlor-Diphenyl-Dichlorethylen) in den Eiern mit der Eischalendicke negativ korreliert. Eine Abnahme der Eischalendicke um 17 % war mit einem DDE-Gehalt von 15–20 ppm DDE bezogen auf das Frischgewicht des Eiinhalts verbunden. Wanderfalkenpopulationen, deren durchschnittliche Eischalendicken um 17 % oder mehr verringert waren, gingen stark zurück oder starben aus.
Aufgrund seiner toxischen Wirkung auf Wanderfalken und viele Greifvögel wurde DDT ab Anfang der 1970er Jahre in allen westlichen Industriestaaten verboten. Die Restbestände des Wanderfalken nahmen etwa ab Ende der 1970er Jahre wieder überall stark zu, die Bestandserholung wurde durch den intensiven Schutz der Brutplätze, wobei teilweise die Brutplätze während der Brutzeit bewacht wurden, und zahlreiche Auswilderungsprogramme in vielen Regionen stark gefördert. Heute sind fast alle Regionen, in denen Wanderfalken vor dem sogenannten „DDT-Crash“ heimisch waren, wieder besiedelt. Im Zuge dieser Bestandserholung hat der Wanderfalke auch viele Städte besiedelt, hier werden die Ansiedlungen häufig durch Brutplatzmanagement intensiv betreut. Bis heute sind aber die südliche Landeshälfte Finnlands, das Baltikum, Belarus, Ukraine mit Ausnahme der Krim und der westliche Teil des europäischen Russlands unbesiedelt.
Der deutsche Bestand stieg nach dem Tief um 1975 mit etwa 50 Paaren wieder stark an und umfasste 2006 etwa 950 Brutpaare (BP), in Österreich brüteten um 2004 wieder etwa 250 BP und in der Schweiz 2002 etwa 250 BP. Der europäische Gesamtbestand am Anfang des 21. Jahrhunderts wurde auf etwa 6.600 BP geschätzt. Der Wanderfalke war Vogel des Jahres 1971 und damit überhaupt die erste so bedachte Art.
Die IUCN schätzt die Gesamtpopulation des Wanderfalken heute auf 10.000 bis 100.000 Tiere und hält sie für stabil. Die Art wird als „nicht gefährdet“ eingestuft. In der Schweiz ist der Bestand seit einigen Jahren stark rückläufig (Stand: 2022), so dass er im Jahr 2022 auf die Rote Liste gefährdeter Arten gesetzt werden musste.
In den letzten Jahren sorgte die Vogelgrippe für Einbrüche in Wanderfalkenpopulationen. Die Wanderfalkenpopulation in den Niederlanden zeigte Rückgänge 2017, 2022 und 2023, wobei 2017 die insbesondere Überwinterungspopulation betroffen war. Der Rückgang entsprach 2017 dem damaligen Verteilungsmuster der Vogelgrippe-infizierten Wasservögel. Die Rückgänge erfolgten im Schwerpunkt in und um Feuchtgebieten, wo in den letzten Jahren viele mit dem Vogelgrippe-Virus infizierte mittelgroße Wasservögel (=Beutetiere) vorkamen. Vereinzelt gab es in den Niederlanden Zunahmen im Landesinneren. Es ist wahrscheinlich, dass sich die Wanderfalken in diesen Gebieten mehr von Tauben (einem seltenen Wirt für das Vogelgrippevirus) und weniger von Wasservögeln (einem häufigen Wirt für das Influenzavirus) ernähren und daher ein geringeres Risiko haben, sich zu infizieren.

## Wanderfalken in Städten

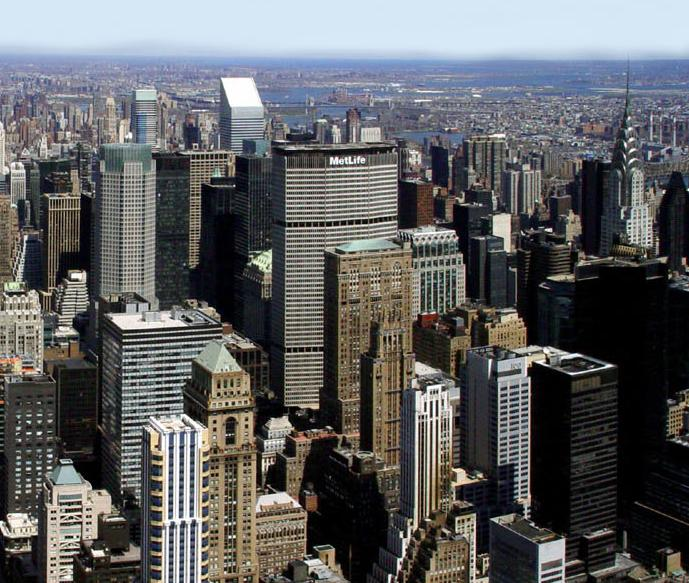
Am MetLife Building in New York brüten seit 1990 Wanderfalken

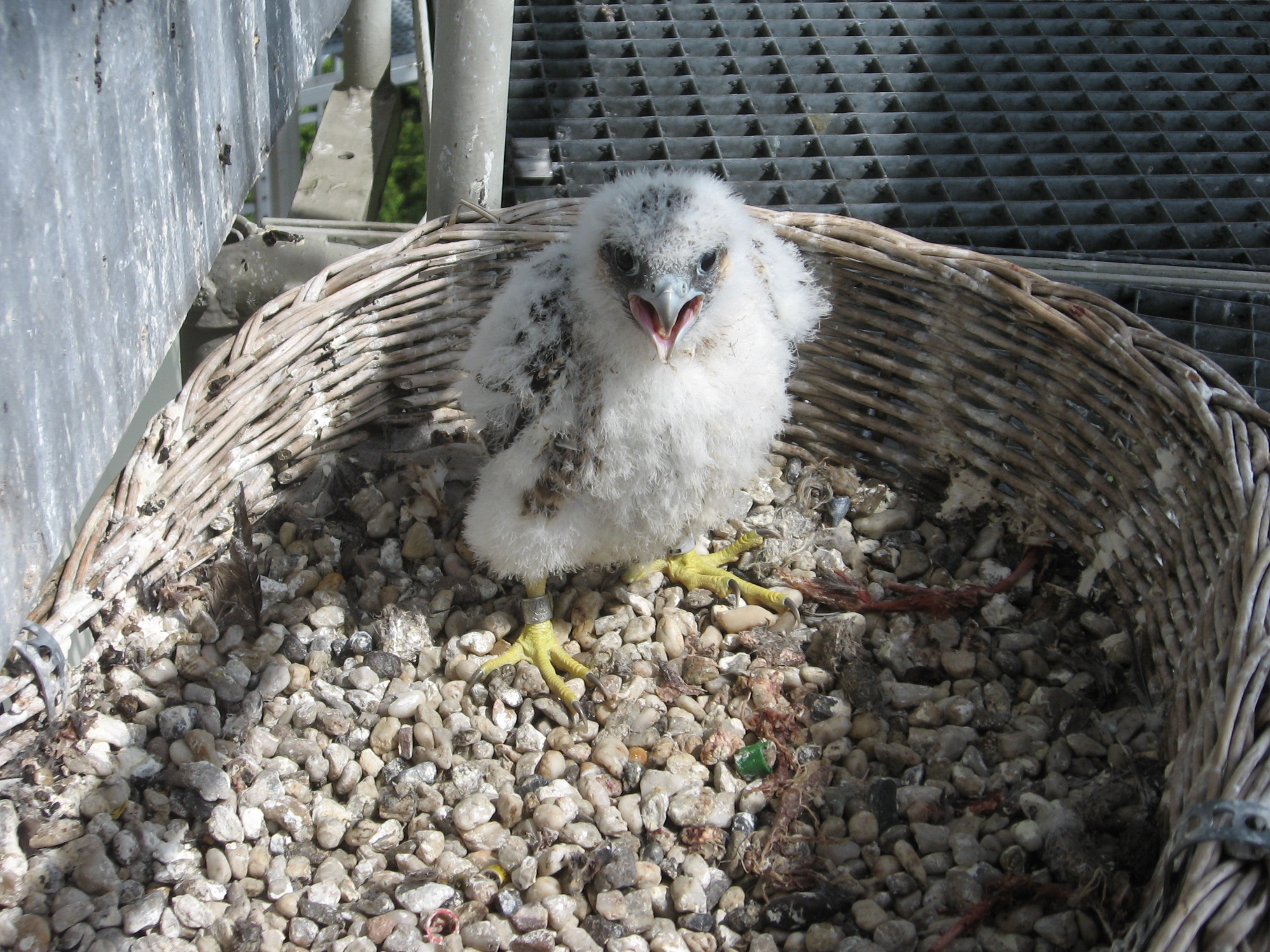
Nestjunger Wanderfalke in einem Nistkorb an einem Fernmeldeturm im Sauerland

Bis in die 1980er Jahre waren Bruten des Wanderfalken an Gebäuden seltene Ausnahmen. Hauptursache war vor 1955 die intensive Verfolgung, nach 1955 der Bestandszusammenbruch durch DDT. Als Folge des „Pestizid-Crashs“ änderte sich die Einstellung des Menschen zum Wanderfalken grundlegend. Im Verlauf der Erholung der Bestände ab Mitte der 1970er Jahre wurden auch Gebäude inner- und außerhalb von Städten besiedelt. Dabei wurde eine Vielzahl von Gebäudetypen wie Kraftwerke, Fernmeldetürme, Brücken, Kirchtürme und andere hohe Gebäude als Brutplatz gewählt. Selbst an in Betrieb befindlichen Schaufelradbaggern und Absetzern in großen Tagebauen wird gebrütet. Diese Ansiedlungen wurden nun intensiv unterstützt, vor allem durch die Anbringung geeigneter Nisthilfen. Wanderfalken konnten so auch neue Populationen in großräumig felsfreien Gebieten etablieren. Vor allem im Flachland machen Gebäudebrüter regional heute zum Teil einen erheblichen Teil des Gesamtbestandes aus. Im Osten der USA brüteten 1993 etwa 34 % der Population an Gebäuden, im Mittleren Westen der USA 1995 über 80 %, in Nordrhein-Westfalen 1996 ebenfalls über 80 %. In der Bundesrepublik Deutschland brüteten im Jahr 2006 von den rd. 950 bekannten Paaren gut 310 (= 33 %) an Bauwerken. Im Raum London brütete 1998 das erste Paar und der Bestand stieg bis 2010 auf 23 Revierpaare an. Als der Ort der höchsten Dichte an brütenden Wanderfalkenpaaren weltweit gilt die Wolkenkratzer-Landschaft von Manhattan in New York City, wo erstmals im Jahr 1983 zwei Falkenpaare auf der Verrazzano-Narrows Bridge und der Throgs Neck Bridge nisteten. Bis zum Jahr 2016 war die Zahl der Brutpaare im Stadtgebiet auf 16 angewachsen.
Während adulten Wanderfalken im urbanen Raum kaum Gefahren drohen, verunglücken hier viele eben ausgeflogene Falken an technischen Hindernissen, vor allem durch Anflüge gegen Glasfassaden und durch Stürze in große Schornsteine. In Berlin überlebten 1986–1999 34,3 % der ausgeflogenen Jungvögel nicht bis zum Selbständigwerden; auch in New York lag die Verlustrate 1983–1992 bei rund 33 %.